# 昂日耶夫尔河
昂日耶夫尔河（法語：Engièvre，法語發音：[ɑ̃ʒjɛvʁ]）是法国阿列省与索恩-卢瓦尔省的河流，是卢瓦尔河的左支流，长21.9千米，发源自贝布尔河畔栋皮埃尔，于圣马丹德莱流入卢瓦尔河。